# Usypista Szczerbina
Usypista Szczerbina (słow. Sesterská lávka) – bardzo wąska przełęcz w bocznej grani słowackich Tatr Wysokich odgałęziającej się od grani głównej w wierzchołku Małej Wysokiej. Jest położona w jej fragmencie zwanym Nowoleśną Granią. Oddziela od siebie Skrajną Warzęchową Turnię w grupie Warzęchowych Turni na zachodzie od Zadniej Nowoleśnej Turni w grupie Nowoleśnych Turni na wschodzie.
Północne stoki opadają z przełęczy do Doliny Staroleśnej, południowe – do Doliny Sławkowskiej. Usypista Szczerbina jest punktem, z którego prowadzi do Doliny Sławkowskiej jedna z lepszych dróg zejściowych z Nowoleśnej Grani.
Pierwsze wejścia (przy przejściu granią):
- letnie: Heinrich Behn, Ernst Dubke i przewodnik Johann Franz senior, 5 sierpnia 1906 r.,
- zimowe: Władysław Krygowski, 13 marca 1928 r.[1]

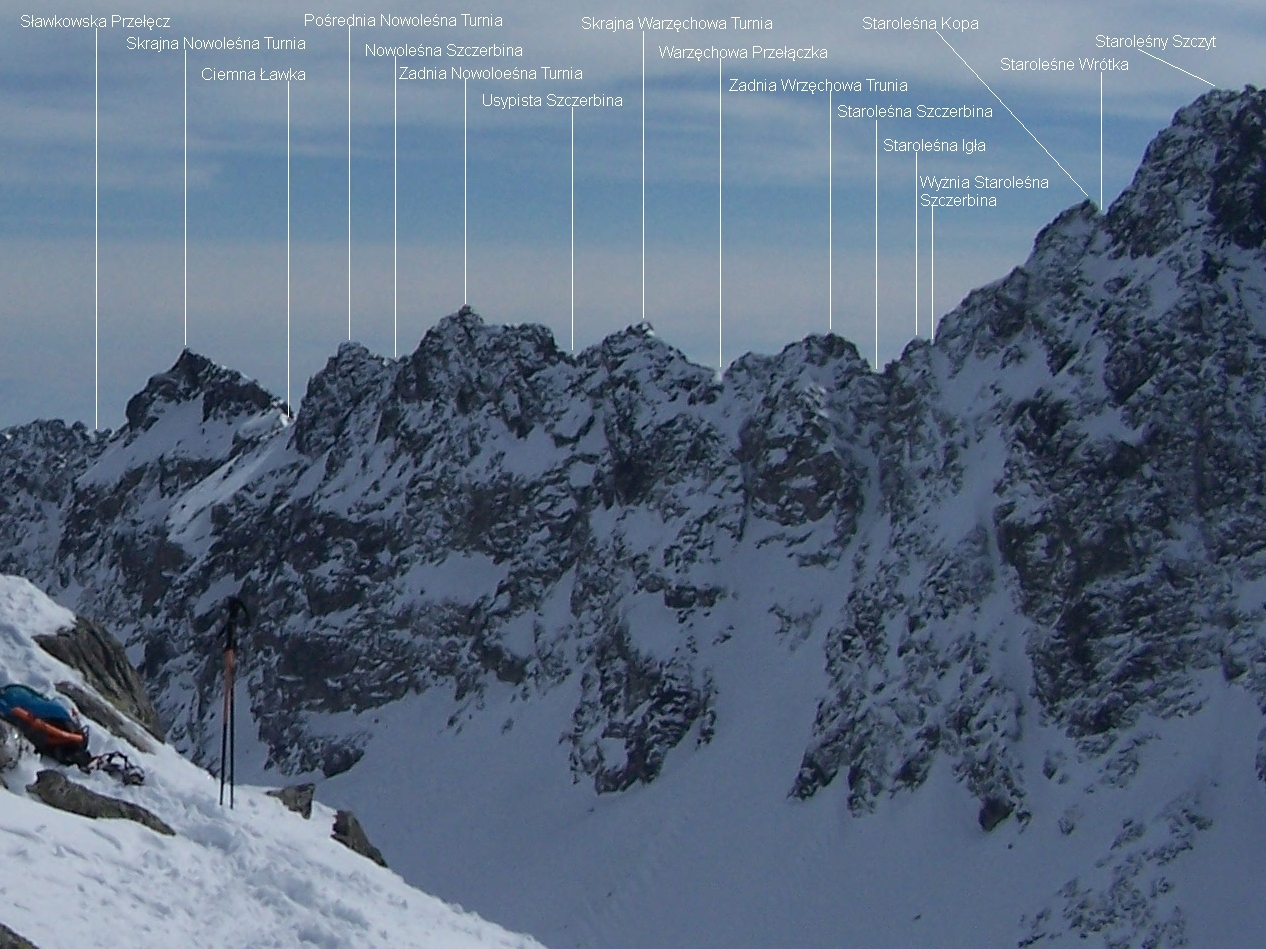
Widok ze Świstowego Szczytu